# Mischa Zverev
Mikhail „Mischa“ Alexandrovich Zverev (russisch Михаил Александрович Зверев, wiss. Transliteration Mihail Aleksandrovič Zverev, deutsche Transkription Michail Alexandrowitsch Swerew; * 22. August 1987 in Moskau, Russische SFSR, Sowjetunion) ist ein deutscher Tennisspieler.

## Biografie
Mischa Zverev wurde 1987 in Moskau geboren. Die Familie zog nach Hamburg, als er vier Jahre alt war. Seit früher Jugend wurde er von seinem Vater Alexander Swerew trainiert, der für die Sowjetunion ab 1979 im Davis Cup spielte und im Einzel 1985 Platz 175 in der Weltrangliste erreichte. Seine Mutter Irina Swerewa, geb. Fatejewa, war ebenfalls Profispielerin und erreichte in ihrer Karriere 1993 den 380. Rang in der Weltrangliste. Mischa und sein jüngerer Bruder Alexander Zverev begannen ihre Vereinskarrieren in der Jugend des Uhlenhorster HC. Im Jahr 2004 wurde Mischa Zverev auf der Jugend-Weltrangliste auf Rang 3 geführt.
Seine bis dahin größten Einzel-Erfolge auf der ATP Tour waren seine Viertelfinalteilnahmen in Bangkok 2006, wo er in der ersten Runde den früheren Weltranglistenersten Juan Carlos Ferrero besiegte, und in Newport 2007. Außerdem erreichte er in Wimbledon 2008 die dritte Runde (durch Aufgabe Ferrero).
Im Juni 2008 gewann Mischa Zverev an der Seite von Doppelpartner Michail Juschny die Gerry Weber Open 2008. Gegner im Finale war das indisch-tschechische Duo Leander Paes/Lukáš Dlouhý.
Im Oktober 2008 gewann er mit Michail Juschny erneut gegen Paes und Dlouhý das Doppelfinale von Tokio, diesmal mit 6:3, 6:4.
Beim Turnier in Moskau im Oktober 2008 erreichte Zverev das Halbfinale gegen Marat Safin, zu dem er aufgrund einer Erkrankung nicht antreten konnte. Dies war sein bisher größter Erfolg im Einzel.

### 2009
Zverev begann das Jahr 2009 auf Position 80. Bei den Australian Open scheiterte er an Juan Martín del Potro in drei Sätzen. Kurze Zeit später erreichte er in Zagreb das Viertelfinale nach Dreisatzerfolgen über Andreas Seppi und Victor Hănescu; wegen einer Bronchitis musste er im Viertelfinale jedoch aufgeben. Zwei Wochen später spielte sich Zverev in Marseille erneut bis in die Runde der letzten Acht vor; dort scheiterte er am topgesetzten Novak Đoković (3:6, 3:6).
Bei den Masters-Turnieren in Indian Wells und Miami scheitere Zverev in Runde eins. In Indian Wells vergab er zwei Matchbälle gegen den Österreicher Daniel Köllerer.
Beim Masters-Turnier von Rom gelang Zverev über die Qualifikation der Einzug ins Viertelfinale (u. a. nach einem Sieg über die damalige Nummer 7 der Welt, Gilles Simon); dort scheiterte er mit 6:7 und 2:6 an Roger Federer. Nach dem Turnier stand er in den Top 60 der Welt.
Beim World Team Cup in Düsseldorf im Mai 2009 spielte er erstmals an der Seite von Nicolas Kiefer. Zum Einzug ins Finale steuerte das Doppel drei Siege bei. Dort gewannen sie auch die nach den Niederlagen in den beiden Einzeln unbedeutend gewordene letzte Partie.
Eine Woche später trat Zverev in Roland Garros an, wo er in der ersten Runde beim Stande von 7:6, 5:7, 0:1 wegen Magenproblemen gegen den Italiener Potito Starace aufgeben musste. Beim Rasenturnier in Halle/Westfalen erreichte er nach Siegen über Joseph Sirianni und Tomáš Berdych das Viertelfinale, wo er am späteren Turniersieger Tommy Haas in zwei Sätzen scheiterte. Eine Zerrung im Oberschenkel führte dazu, dass Zverev im Erstrundenmatch eines weiteren Wimbledon-Vorbereitungsturniers in s´Hertogenbosch in der ersten Runde aufgeben musste.
In Wimbledon spielte sich Mischa Zverev nach einem Sieg über Dmitri Tursunow in Runde zwei, wo er mit 6:4, 6:7, 6:3, 6:7, 0:6 an Landsmann Philipp Petzschner scheiterte.
Zverev wurde aufgrund seiner guten Leistungen für das Viertelfinalspiel gegen Spanien erstmals ins deutsche Davis-Cup-Team berufen. Er spielte an der Seite von Nicolas Kiefer das Doppel gegen Feliciano López und Fernando Verdasco, das sie in vier Sätzen verloren.
Zverev bestritt danach die beiden Sandplatzturniere in Stuttgart und Hamburg. In Stuttgart bezwang er in Runde zwei den topgesetzten Franzosen Gilles Simon, ehe er sich im Viertelfinale dessen Landsmann und späteren Turniersieger Jérémy Chardy geschlagen geben musste. An Position 16 gesetzt, hatte Zverev in Hamburg ein Freilos für die erste Runde. So kam sein erster Auftritt erst in Runde zwei, in der er sich in drei Sätzen Simon Greul geschlagen geben musste. Im Doppelwettbewerb spielte Zverev dank einer Wildcard mit Michael Stich; sie scheiterten jedoch in Runde eins am schwedisch-australischen Doppel Aspelin und Hanley.
In den folgenden sechs Turnieren schied Zverev stets in Runde eins aus, ehe er Ende September im thailändischen Bangkok die zweite Runde erreichte. Kurze Zeit später brach er sich beim Masters-1000-Turnier von Schanghai in seinem Erstrundenmatch gegen Fernando González das rechte Handgelenk. Dies setzte ihn für den Rest der Saison 2009 außer Gefecht.

### 2010
Zverev gab sein Comeback im Januar beim ATP-Turnier in Brisbane. Hier schied er in Runde eins gegen den Australier Carsten Ball in zwei Sätzen aus. Bei einem weiteren Vorbereitungsturnier auf die Australian Open trat er in der Qualifikation von Sydney an. Auch dort scheiterte er in der ersten Runde.
Bei den Australian Open wurde ihm der Pole Łukasz Kubot zugelost. Der erste Majorauftritt des Jahres endete mit einer deutlichen Dreisatzniederlage in Runde eins.
Zwei weitere Erstrundenniederlagen in Zagreb und Rotterdam folgten, ehe Zverev beim Turnier in Marseille das Halbfinale nach Siegen über David Guez, Tommy Robredo und Guillaume Rufin erreichte. Dort scheiterte er dann am späteren Turniersieger Michaël Llodra in zwei Sätzen. Daraufhin spielte Zverev die US-Hartplatzturniere in Delray Beach, Indian Wells, Sunrise und Miami. In Delray Beach und Sunrise (Challenger) erreichte Zverev Runde zwei – in Indian Wells scheiterte er in Runde eins an Nicolás Almagro, in Miami verlor er die erste Runde der Qualifikation gegen den Österreicher Stefan Koubek. Es folgten mehrere Erstrundenniederlagen, u. a. in München gegen Kevin Anderson und in Roland Garros gegen Nicolas Mahut. Da Zverev die Punkte von der Viertelfinalteilnahme des Mastersturniers in Rom aus dem Vorjahr nicht verteidigen konnte, stürzte er auf Rang 139 ab.
Mit einer Wildcard gestartet, erreichte Zverev in Halle/Westfalen wie im Vorjahr das Viertelfinale; dabei schlug er u. a. die Nummer 15 der Welt, Jürgen Melzer, in drei Sätzen. Zwei Wochen später scheiterte Zverev in der ersten Qualifikationsrunde für Wimbledon an Landsmann Andre Begemann. Durch die schlechte Ranglistenposition war Zverev nun häufig auf der ATP Challenger Tour im Einsatz.
Bei einem Challenger-Turnier in Oberstaufen erreichte er Anfang Juli das Viertelfinale. Mitte Juli erreichte er in Stuttgart dank einer Wildcard-Runde zwei, wo er an Jürgen Melzer scheiterte. Wiederum mit einer Wildcard verlor er bei seinem Heimspiel in Hamburg in der ersten Runde gegen den späteren Turniersieger Andrei Golubew in zwei Sätzen.
Auch bei den folgenden Challenger-Turnieren kam Zverev nie über die zweite Runde hinaus.
Bei der Qualifikation für die US Open verlor er in Runde eins gegen den Kanadier Milos Raonic. Beim Challenger-Turnier in Genua erreichte er das Viertelfinale. Zwei Wochen später überstand er beim Hallenturnier in Metz die Qualifikation; dort erreichte er nach Siegen über Horacio Zeballos, Nicolas Mahut, Jarkko Nieminen und durch Aufgabe von Richard Gasquet das erste Finale seiner Karriere auf der ATP World Tour, in dem er Gilles Simon in zwei Sätzen unterlag. Die Finalteilnahme brachte ihm 37.900 Euro und 162 Weltranglistenpunkte ein.
Zverev erhielt ein Special Exempt für die PTT Thailand Open in der folgenden Woche. Dort verlor er sein Auftaktmatch gegen Benjamin Becker. Zwei Wochen später erhielt er eine Wildcard für die Qualifikation des Masters Turniers von Schanghai. Diese überstand er ohne Probleme und spielte sich nach Siegen über Serhij Stachowskyj und Nikolai Dawydenko bis ins Achtelfinale vor und damit auch wieder in die Top 100 der Weltrangliste. Im folgenden Match unterlag er allerdings dem Argentinier Juan Mónaco klar in zwei Sätzen. Ende Oktober 2010 konnte sich Zverev in Montpellier erneut für ein ATP-Hauptfeld qualifizieren, er traf dort nach seinem Erstrundensieg über Robin Haase erneut auf Nikolai Dawydenko; er verlor in zwei Sätzen.
Er schloss das Jahr als Nummer 82 der Welt ab. Dabei erspielte er sich 318.805 Dollar bei einer Matchbilanz von 13:18.

### 2011
Zverev feierte seinen ersten Sieg des Jahres auf der ATP-Tour in Indian Wells, wo er den australischen Qualifikanten Matthew Ebden in zwei Sätzen bezwang. In Runde zwei kam gegen Tommy Robredo das knappe Aus. Es folgten vier Erstrundenniederlagen, bis er die Serie in Belgrad durch einen Dreisatzsieg über Dudi Sela stoppen konnte.
Beim Challenger-Turnier von Genf im November erreichte er das Endspiel und unterlag dort dem Tunesier Malek Jaziri. Während des Jahres 2011 setzten Zverev teils Rückenprobleme außer Gefecht.

### 2012
Im März 2012 verlor er beim Challenger-Turnier von Le Gosier das Endspiel gegen David Goffin aus Belgien. Zverev sicherte sich über die Qualifikation einen Platz im Hauptfeld der French Open, schied in der ersten Runde dann gegen den Franzosen Julien Benneteau aus. Im Oktober stieß er in Sacramento, einem Turnier der Challenger-Klasse, ins Finale vor, musste sich dort James Blake geschlagen geben. Eine Woche später schaffte Zverev bei einem weiteren Challenger die Endspielteilnahme, verpasste in Tiburon jedoch den Titel, er unterlag Jack Sock. Im November gewann er mit Alex Kuznetsov den Doppelwettbewerb des Challenger-Turniers von Knoxville.

### 2013
Im Januar 2013 zog er ins Finale des Challenger-Turniers von Maui ein, wo er Gō Soeda aus Japan unterlag. Beim Masters 1000 von Indian Wells erreichte Zverev im März die zweite Runde, im Juni kam er beim Rasenturnier von Halle ins Viertelfinale, zog dort gegen Roger Federer aber deutlich den Kürzeren und bekam mit 0:6, 0:6 die Höchststrafe. Im September stieß er in Kuala Lumpur in die zweite Runde vor, wo er gegen Jürgen Melzer verlor. Im Doppel siegte er an der Seite von Alex Kuznetsov im Endspiel des Challenger-Turniers von Dallas gegen Tennys Sandgren/Rhyne Williams.
Aufgrund eines Anrisses der Patellasehne musste Zverev 2013 zeitweilig pausieren.

### 2014
Im Sommer 2014 musste er einen operativen Eingriff am linken Handgelenk vornehmen lassen. Er schaffte bei keinem ATP-Turnier den Sprung ins Hauptfeld.

### 2015
Zusammen mit seinem Bruder Alexander zog er im Doppelwettbewerb des Turniers von München ins Endspiel ein, das sie gegen Alexander Peya/Bruno Soares verloren. Im Einzel schied er bei derselben Veranstaltung im Achtelfinale gegen den späteren Turniersieger Andy Murray aus. Im Juni erreichte er beim Turnier von Stuttgart das Viertelfinale (Dreisatzniederlage gegen Marin Čilić), im September stieß er in Metz ins Achtelfinale vor (Dreisatzniederlage gegen Jo-Wilfried Tsonga) und stand kurz darauf auch in Kuala Lumpur in der Runde der letzten 16 Spieler (Zweisatzniederlage gegen Feliciano López). Im Oktober schied Zverev beim Turnier von Valencia im Viertelfinale in zwei Sätzen gegen den Spanier Roberto Bautista Agut aus.

### 2016
Im Einzel kam Zverev im Februar ins Achtelfinale des Turniers von Marseille, musste im Duell mit David Goffin aber im zweiten Satz aufgeben. Im April gewann er das Challenger-Turnier von Sarasota (Endspielsieg gegen Gerald Melzer), in Kitzbühel im Juli schied er im Achtelfinale gegen Dušan Lajović aus, im Folgemonat war in Los Cabos ebenfalls in der Runde der letzten 16 Schluss (Dreisatzniederlage gegen Ivo Karlović). Bei den US Open erlangte Zverev – erstmals seit 2011 – in der Qualifikation das Startrecht für ein Hauptfeld eines Grand-Slam-Turniers und bezwang dort in der ersten Runde Pierre-Hugues Herbert, ehe er in der zweiten Runde an Jack Sock scheiterte. Im September schied er im Viertelfinale des Turniers von Shenzhen gegen Richard Gasquet aus, bei den Shanghai Masters im Oktober traf Zverev nach Siegen gegen u. a. Nick Kyrgios und Marcel Granollers im Viertelfinale auf den Weltranglistenführenden Novak Đoković und schaffte beinahe die Überraschung. Er gewann den ersten Satz und war im zweiten nur noch drei Punkte vom Matchgewinn entfernt. Letztlich unterlag er Đoković jedoch mit 6:3, 6:7 (4:7) und 3:6.
Im Doppel erreichte er mit seinem Bruder Alexander das Finale des Turniers von Montpellier; in München und Halle kamen die beiden bis ins Viertelfinale.

### 2017
Die Saison begann für Zverev mit dem größten Erfolg seiner Karriere. Bei den Australian Open erreichte er nach Siegen über Guillermo García López, John Isner und Malek Jaziri das Achtelfinale. Dort besiegte er den Weltranglistenersten Andy Murray überraschend deutlich mit 7:5, 5:7, 6:2, 6:4, wobei er zumeist Serve and Volley spielte. Im Viertelfinale schied er in drei Sätzen (1:6, 5:7, 2:6) gegen Roger Federer aus. Bis dahin war das Erreichen der dritten Runde in Wimbledon 2008 sein bestes Abschneiden bei einem Grand-Slam-Turnier. Zugleich war dies der erste Sieg eines Deutschen bei einem Grand-Slam-Turnier gegen eine aktuelle Nummer 1 seit Boris Beckers Sieg 1995 gegen Andre Agassi in Wimbledon. Durch dieses Ergebnis stieg er auf Rang 35 der Weltrangliste auf, seine beste Platzierung. Nach einer Reihe von frühen Niederlagen konnte Zverev beim Sandplatzturnier in Genf den Einzug ins Finale verbuchen, in welchem er Stan Wawrinka unterlag. Beim Turnier in Wimbledon zog Zverev erstmals seit neun Jahren wieder in die dritte Runde ein. Roger Federer besiegte ihn im zweiten Duell auf Grand-Slam-Ebene innerhalb eines halben Jahres erneut glatt in drei Sätzen. Dennoch konnte Zverev im Anschluss mit Weltranglistenposition 28 eine neue Karrierebestmarke markieren.

### 2018
Bei den Australian Open gab Zverev in der ersten Runde verletzungsbedingt auf, weswegen er – aufgrund einer neuen verschärften Regelung der Grand-Slam-Veranstalter ab der Saison 2018 – mit einer hohen Geldstrafe (45.000 US-Dollar) belegt wurde. Er war der erste Spieler, der von der Regelnovelle betroffen war und legte dagegen Einspruch ein. Im Juni 2018 gewann er beim Rasenturnier in Eastbourne seinen ersten Einzeltitel auf der Tour.

### 2019
Gegen David Marrero, Ignacio Londero und Steve Darcis verlor er jeweils in der ersten Runde der ersten drei Grand-Slam-Turniere des Jahres. Bei den US-Open scheiterte er im Einzel in der Qualifikation, da sein Ranking für das Hauptfeld nicht mehr ausreichte. Im Doppel gewann er nur in Wimbledon die erste Runde, sonst schied er auch hier zum Auftakt aus. Das Jahr schloss er mit Rang 283 das erste Mal seit 2014 wieder außerhalb der Top 200 ab.

## Spielweise
Mischa Zverev ist Linkshänder und spielt überwiegend Serve and Volley.

## Erfolge
| Legende (Anzahl der Siege)  |
| Grand Slam                  |
| ATP World Tour Finals       |
| ATP World Tour Masters 1000 |
| ATP World Tour 500 (1)      |
| ATP World Tour 250 (4)      |
| ATP Challenger Tour (11)    |

| Titel nach Belag |
| Hartplatz (3)    |
| Sand (0)         |
| Rasen (2)        |

### Einzel

#### Turniersiege

##### ATP World Tour
| Nr. | Datum         | Turnier    | Belag | Finalgegner | Ergebnis |
| --- | ------------- | ---------- | ----- | ----------- | -------- |
| 1.  | 30. Juni 2018 | Eastbourne | Rasen | Lukáš Lacko | 6:4, 6:4 |

##### ATP Challenger Tour
| Nr. | Datum             | Turnier   | Belag         | Finalgegner     | Ergebnis      |
| --- | ----------------- | --------- | ------------- | --------------- | ------------- |
| 1.  | 8. Juli 2006      | Dublin    | Teppich (i)   | Kristian Pless  | 7:5, 7:66     |
| 2.  | 3. Juni 2007      | Karlsruhe | Teppich       | Wayne Odesnik   | 2:6, 6:4, 6:3 |
| 3.  | 12. August 2007   | Istanbul  | Hartplatz     | Lukáš Lacko     | 6:4, 6:4      |
| 4.  | 18. November 2007 | Dnipro    | Hartplatz (i) | Dmitri Tursunow | 6:4, 6:4      |
| 5.  | 17. April 2016    | Sarasota  | Sand          | Gerald Melzer   | 6:4, 7:62     |

#### Finalteilnahmen
| Nr. | Datum              | Turnier | Belag         | Finalgegner   | Ergebnis      |
| --- | ------------------ | ------- | ------------- | ------------- | ------------- |
| 1.  | 26. September 2010 | Metz    | Hartplatz (i) | Gilles Simon  | 3:6, 2:6      |
| 2.  | 27. Mai 2017       | Genf    | Sand          | Stan Wawrinka | 6:4, 3:6, 3:6 |

### Doppel

#### Turniersiege

##### ATP World Tour
| Nr. | Datum              | Turnier     | Belag         | Partner          | Finalgegner                  | Ergebnis          |
| --- | ------------------ | ----------- | ------------- | ---------------- | ---------------------------- | ----------------- |
| 1.  | 9. Juni 2008       | Halle       | Rasen         | Michail Juschny  | Lukáš Dlouhý Leander Paes    | 3:6, 6:4, [10:3]  |
| 2.  | 29. September 2008 | Tokio       | Hartplatz     | Michail Juschny  | Lukáš Dlouhý Leander Paes    | 6:3, 6:4          |
| 3.  | 12. Februar 2017   | Montpellier | Hartplatz (i) | Alexander Zverev | Fabrice Martin Daniel Nestor | 6:4, 6:73, [10:7] |
| 4.  | 3. März 2019       | Acapulco    | Hartplatz     | Alexander Zverev | Austin Krajicek Artem Sitak  | 6:2, 6:74, [10:5] |

##### ATP Challenger Tour
| Nr. | Datum             | Turnier     | Belag         | Partner        | Finalgegner                          | Ergebnis          |
| --- | ----------------- | ----------- | ------------- | -------------- | ------------------------------------ | ----------------- |
| 1.  | 15. Juli 2006     | Oberstaufen | Sand          | Ernests Gulbis | Teodor-Dacian Crăciun Gabriel Moraru | 6:1, 6:1          |
| 2.  | 5. November 2006  | Aachen      | Teppich (i)   | Ernests Gulbis | Tomasz Bednarek Jamie Murray         | 6:75, 6:4, [10:8] |
| 3.  | 3. Juni 2007      | Karlsruhe   | Sand          | Alex Kuznetsov | Michael Berrer Frederico Gil         | 6:4, 6:76, [10:4] |
| 4.  | 10. Juni 2007     | Surbiton    | Rasen         | Alex Kuznetsov | James Auckland Stephen Huss          | 2:6, 6:3, [10:6]  |
| 5.  | 11. November 2012 | Knoxville   | Hartplatz (i) | Alex Kuznetsov | Jean Andersen Izak van der Merwe     | 6:4, 6:2          |
| 6.  | 9. Februar 2013   | Dallas      | Hartplatz (i) | Alex Kuznetsov | Tennys Sandgren Rhyne Williams       | 6:4, 6:74, [10:5] |

#### Finalteilnahmen
| Nr. | Datum            | Turnier     | Belag         | Partner                | Finalgegner                           | Ergebnis         |
| --- | ---------------- | ----------- | ------------- | ---------------------- | ------------------------------------- | ---------------- |
| 1.  | 17. Juli 2008    | Stuttgart   | Sand          | Michael Berrer         | Christopher Kas Philipp Kohlschreiber | 3:6, 4:6         |
| 2.  | 11. Januar 2009  | Brisbane    | Sand          | Fernando Verdasco      | Marc Gicquel Jo-Wilfried Tsonga       | 4:6, 3:6         |
| 3.  | 4. Oktober 2009  | Bangkok     | Hartplatz     | Guillermo García López | Eric Butorac Rajeev Ram               | 6:74, 3:6        |
| 4.  | 4. Mai 2015      | München     | Sand          | Alexander Zverev       | Alexander Peya Bruno Soares           | 6:4, 1:6, [5:10] |
| 5.  | 7. Februar 2016  | Montpellier | Hartplatz (i) | Alexander Zverev       | Mate Pavić Michael Venus              | 5:7, 6:74        |
| 6.  | 25. Juni 2017    | Halle (1)   | Rasen         | Alexander Zverev       | Łukasz Kubot Marcelo Melo             | 7:5, 3:6, [8:10] |
| 7.  | 24. Juni 2018    | Halle (2)   | Rasen         | Alexander Zverev       | Łukasz Kubot Marcelo Melo             | 6:71, 4:6        |
| 8.  | 28. Oktober 2018 | Basel       | Hartplatz (i) | Alexander Zverev       | Dominic Inglot Franko Škugor          | 2:6, 5:7         |

## Abschneiden bei Grand-Slam-Turnieren

### Einzel
| Turnier1                   | 2021 | 2020  | 2019 | 2018  | 2017  | 2016  | 2015 | 2014 | 2013 | 2012 | 2011 | 2010  | 2009  | 2008  | 2007 | 2006 | 2005 | 2004 | 2003 | 2002 | Gesamt  |
| -------------------------- | ---- | ----- | ---- | ----- | ----- | ----- | ---- | ---- | ---- | ---- | ---- | ----- | ----- | ----- | ---- | ---- | ---- | ---- | ---- | ---- | ------- |
| Australian Open            | Q1   | –     | 1R   | 1R    | VF    | Q3    | –    | Q2   | Q2   | –    | 1R   | 1R    | 1R    | 1R    | 2R   | –    | –    | –    | –    | –    | VF      |
| French Open                | –    | –     | 1R   | 3R    | 1R    | Q1    | –    | Q1   | Q1   | 1R   | 1R   | 1R    | 1R    | 1R    | Q1   | –    | –    | –    | –    | –    | 3R      |
| Wimbledon                  | –    | n. a. | 1R   | 1R    | 3R    | Q1    | –    | –    | Q2   | Q1   | 1R   | Q1    | 2R    | 3R    | 1R   | –    | –    | –    | –    | –    | 3R      |
| US Open                    | –    | –     | Q2   | 1R    | AF    | 2R    | –    | –    | Q2   | Q2   | Q1   | Q1    | 1R    | 1R    | Q1   | Q1   | –    | –    | –    | –    | AF      |
| Gewonnene Einzel-Titel     | 0    | 0     | 0    | 1     | 0     | 0     | 0    | 0    | 0    | 0    | 0    | 0     | 0     | 0     | 0    | 0    | 0    | 0    | 0    | 0    | 1       |
| Gesamt-Siege/-Niederlagen2 | 0:1  | 1:2   | 3:12 | 19:29 | 30:32 | 12:14 | 7:8  | 0:0  | 4:5  | 0:3  | 2:18 | 13:18 | 15:24 | 18:22 | 6:8  | 3:3  | 0:0  | 0:0  | 0:0  | 0:0  | 133:199 |
| Jahresendposition          | 346  | 264   | 281  | 69    | 33    | 51    | 172  | 724  | 174  | 159  | 209  | 82    | 78    | 80    | 80   | 157  | 552  | 690  | 776  | 1345 | N/A     |

### Doppel
| Turnier1                   | 2021 | 2020 | 2019 | 2018  | 2017  | 2016 | 2015 | 2014 | 2013 | 2012 | 2011 | 2010 | 2009  | 2008  | 2007 | 2006 | 2005 | 2004 | 2003 | Gesamt |
| -------------------------- | ---- | ---- | ---- | ----- | ----- | ---- | ---- | ---- | ---- | ---- | ---- | ---- | ----- | ----- | ---- | ---- | ---- | ---- | ---- | ------ |
| Australian Open            | –    | –    | 1R   | 1R    | 2R    | –    | –    | –    | –    | –    | 1R   | 1R   | 1R    | 1R    | –    | –    | –    | –    | –    | 2R     |
| French Open                | –    | –    | 1R   | 1R    | 2R    | –    | –    | –    | –    | –    | –    | –    | 2R    | 1R    | –    | –    | –    | –    | –    | 2R     |
| Wimbledon                  | –    |      | 2R   | 1R    | 1R    | –    | –    | –    | –    | –    | –    | 1R   | 1R    | –     | 1R   | –    | –    | –    | –    | 2R     |
| US Open                    | –    | –    | 1R   | 1R    | 1R    | –    | –    | –    | –    | –    | –    | –    | 2R    | 2R    | –    | –    | –    | –    | –    | 2R     |
| Gewonnene Doppel-Titel     | 0    | 0    | 1    | 0     | 1     | 0    | 0    | 0    | 0    | 0    | 0    | 0    | 0     | 2     | 0    | 0    | 0    | 0    | 0    | 4      |
| Gesamt-Siege/-Niederlagen2 | 0:2  | 2:3  | 8:13 | 12:22 | 17:23 | 5:4  | 3:4  | 0:0  | 0:1  | 0:1  | 3:8  | 1:6  | 18:16 | 16:12 | 0:5  | 0:0  | 0:0  | 0:1  | 0:0  | 85:121 |
| Jahresendposition          | 309  | 197  | 112  | 91    | 52    | 250  | 352  | 1156 | 269  | 198  | 303  | 352  | 87    | 66    | 117  | 181  | 697  | 845  | 1414 | N/A    |

Zeichenerklärung: S = Turniersieg; F, HF, VF, AF = Einzug ins Finale / Halbfinale / Viertelfinale / Achtelfinale; 1R, 2R, 3R = Ausscheiden in der 1. / 2. / 3. Hauptrunde bzw. Q1, Q2, Q3 = Ausscheiden in der 1. / 2. / 3. Qualifikationsrunde
1 Turnierresultat in Klammern bedeutet, dass der Spieler das Turnier noch nicht beendet hat; es zeigt seinen aktuellen Turnierstatus an. Nachdem der Spieler das Turnier beendet hat, wird die Klammer entfernt.

2 Stand: Saisonende 2023

## Persönliches
Mischa Zverev ist seit 2017 mit Evgenia Zverev verheiratet und Vater von zwei gemeinsamen Söhnen. Die Familie lebt in Monaco.